# 罗继祖
羅繼祖（1913年—2002年），原字奉高，後改字甘孺。浙江上虞人。中国学者。

## 生平
羅振玉之孫，1913年生於日本京都。幼承家教，學貫文史，博涉多通。自幼酷愛書法，宗法唐宋。精通《遼史》，24歲時以《遼史校勘記》躋身遼史四家。1946年任旅順市教育局科員。文革前曾校點《宋史》。著有：《愿学斋丛刊》、《永丰乡人行年录》、《甘孺史考》、《蜉寄留痕》、《鲁诗堂谈往录》、《墨庸小记》、《罗继祖绝妙小品文》、《鲠厂读史编》、《林下放言集》、《三助堂序跋》、《后书钞阁读书记》、《两启轩韵语》等。